# Damasene
Nella mitologia greca,  Damasene è il nome di uno dei figli di Gea, la dea della terra.

## Il mito
Damasene era un gigante che, nato armato e con sembianze adulte, fu allevato dalla dea della discordia Eris, crescendo ancora in forza e altezza. La ninfa Moria, il cui fratello Tilo (o Tilone) era stato vittima di un feroce drago (o serpente) che infestava la zona, chiese aiuto al gigante, che vendicò Tilo uccidendo la bestia. Secondo la versione che vedeva il serpente come nemico, alla morte del mostro venne usata un'erba speciale per farlo resuscitare e la ninfa usando la stessa erba fece tornare in vita il fratello.

### Fonti
- Nonno, Dionisiache XXV, 14

### Moderna
- Luisa Biondetti, Dizionario di mitologia classica, Milano, Baldini&Castoldi, 1997, ISBN 978-88-8089-300-4.
- Pierre Grimal, La mitologia greca, Roma, Newton, 2006, ISBN 88-541-0577-5.